# Özcan Melkemichel
Özcan Melkemichel, född 21 februari 1968 i Midyat, Turkiet, är en svensk fotbollstränare och före detta fotbollsspelare.
Melkemichel, som är av syriansk härkomst, började spela fotboll i Suryoyo SK 1978. Han debuterade i A-laget år 1983 och var med om klubbens avancemang från Division 7 till Division 2 innan han slutade som spelare år 1992. Sedan dess har han varit styrelsemedlem, ordförande, sportchef och tränare för Syrianska FC. I december 2013 antog Melkemichel tränarrollen för AFC United som då spelade i Division 1 Norra. Under Melkemichels första år i AFC United tog klubben klivet upp i Superettan. Efter två säsonger där avancerade klubben för första gången till Allsvenskan.
Den 1 december 2016 blev det officiellt att Melkemichel tar över som tränare för Djurgårdens IF med ett 2-årigt kontrakt och option på ett års förlängning. Under första säsongen (2017) tog han Djurgården till en tredjeplats i Allsvenskan vilket gav en europacup-plats. Under den andra säsongen (2018) förde han Djurgården till cupguld i maj månad efter att ha besegrat Malmö FF i finalen, förlust direkt i kvalet till Europa League samt en sjundeplats i Allsvenskan. Den 15 november 2018 blev det officiellt att det inte blev en förlängning med Djurgården för Melkemichel .
Den 13 december 2019 blev Melkemichel klar som ny huvudtränare i AFC Eskilstuna. I juni 2021 blev han avskedad av klubben.
Den 16 januari 2023 blev Melkemichel klar som ny huvudtränare i Syrianska FC. I januari 2025 lämnade han huvudtränaruppdraget men stannar kvar i klubben och jobbar med dess ungdomsverksamhet.

## Meriter
- Svenska cupen (1): 2017/18